# Tanaecia paryanya
Tanaecia paryanya är en fjärilsart som beskrevs av Hans Fruhstorfer 1912. Tanaecia paryanya ingår i släktet Tanaecia och familjen praktfjärilar. Inga underarter finns listade i Catalogue of Life.